# Friedrich Traugott Wahlen
Friedrich Traugott Wahlen (Mirchel, 10 de abril de 1899 – Berna, 7 de noviembre de 1985) fue un agrónomo y político suizo, miembro del Partido de los Agricultores, Comerciantes e Independientes (BGB/PAI), que actualmente es la Unión Democrática de Centro (SVP/UDC).
En los años 30 planificó la autosuficiencia de Suiza en materia de alimentos básicos. Durante la Segunda Guerra Mundial impulsó con gran empeño personal la llamada "batalla de los cultivos" (también conocida en su honor como "Plan Wahlen"), un programa de autosuficiencia alimentaria para compensar la escasez de recursos vitales y materias primas, que consistía principalmente en ampliar la superficie de cultivo y reducir la producción de carne en favor de la de cereales.
De julio de 1958 a enero de 1959 fue director general Adjunto de la Organización de las Naciones Unidas para la Alimentación y la Agricultura (FAO).
Fue elegido miembro del Consejo Federal el 11 de diciembre de 1958 y dimitió el 31 de diciembre de 1965. Fue Presidente de la Confederación en 1961.

## Biografía

### Formación y carrera

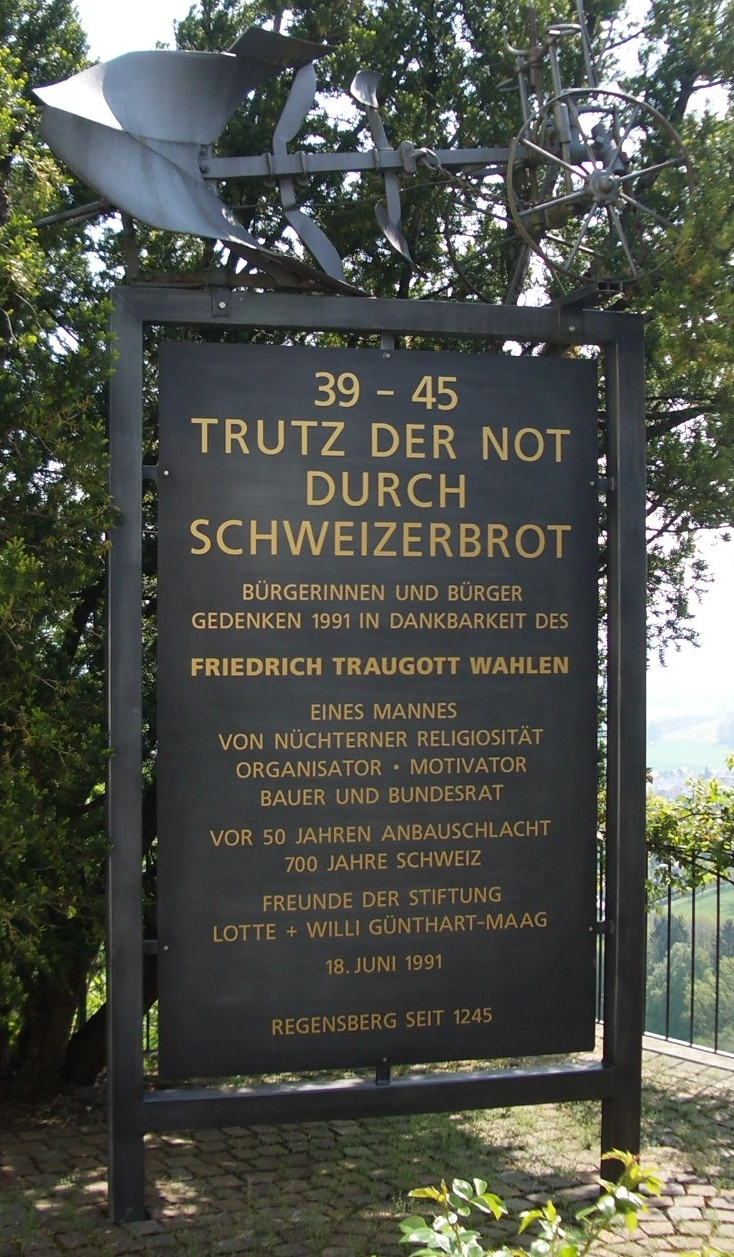
Cartel conmemorativo a la "batalla de los cultivos" (Anbauschlacht) de Friedrich Traugott Wahlen en Regensberg (cantón de Zúrich)

Tras cursar estudios de agronomía en la Escuela Politécnica Federal de Zúrich (ETH), que concluyó con una tesis sobre leguminosas, marchó al extranjero. Tras vivir en Alemania, los Países Bajos e Inglaterra, en 1923 se instaló en Canadá. Allí se casó con Helene Rosalie Hopf, natural de Thun. Al cabo de cinco años regresó a Zúrich. En esta época se dedicó con empeño a fomentar el cultivo de cereales, que en su opinión se había visto relegado en favor de la ganadería. De 1936 a 1941 fue redactor jefe de la revista agrícola Schweizerische Landwirtschaftliche Zeitschrift, posteriormente denominada Die Grüne. En su discurso del 15 de noviembre de 1940, poco después de que Suiza hubiera sido cercada por las potencias del Eje, presentó su plan de cultivos, que venía desarrollando desde 1935.
No obstante, no entró realmente en política hasta 1942, cuando fue elegido miembro del Consejo de los Estados por el Partido de los Agricultores, Comerciantes e Independientes. De 1943 a 1951 fue catedrático de Cultivos Vegetales en la ETH de Zúrich. En 1949 fue nombrado Director del Departamento de Agricultura de la FAO. Pasó diez años más en el extranjero desempeñando este cargo, primero en Washington y luego en Roma. De 1958 a 1959 ocupó el cargo de director general Adjunto de la FAO.

### Consejo Federal
Wahlen fue elegido miembro del Consejo Federal el 11 de diciembre de 1958 como representante del cantón de Berna, fundamentalmente gracias a los votos de los socialdemócratas y de su propio partido conservador de derechas. Su oponente más fuerte en las elecciones fue Rudolf Gnägi, que más tarde acabaría siendo su sucesor.
Dimitió el 31 de diciembre de 1965. Durante su mandato dirigió los siguientes departamentos:
- 1959: Departamento de Justicia y Policía;
- 1959: Departamento de Correos y Ferrocarriles (ad interim, debido a la enfermedad de Giuseppe Lepori);
- 1960-1961: Departamento de Economía Pública;
- 1962-1965: Departamento Político.[1]

Su notoriedad posterior tuvo menos que ver con su trabajo en el Consejo Federal que con las actividades que desarrolló con anterioridad y posterioridad a esta época. No obstante, durante su mandato se tomaron varias decisiones importantes. En el plano internacional, Wahlen promovió la plena adhesión al Consejo de Europa, que se materializó en 1963. También se interesó por el papel de Suiza como mediadora en la ONU (de la que entonces aún no era miembro). En 1962, su departamento se encargó de resolver el conflicto entre Francia y su antigua colonia, Argelia. Asimismo, consiguió que se aprobaran importantes préstamos en concepto de ayuda al desarrollo, en un primer momento destinados a los países vecinos afectados por la guerra, y posteriormente también al Tercer Mundo.
Al final de su mandato, Wahlen, de confesión protestante, se posicionó claramente en contra de los artículos de excepción confesional consagrados en la Constitución, que se remontaban a la época de la Guerra del Sonderbund y restringían la libertad religiosa, sobre todo de los católicos, al tiempo que tensaban las relaciones con otros países.
Fue Vicepresidente de la Confederación en 1960 y Presidente en 1961. Su legado se conserva en los Archivos Federales Suizos de Berna y en los Archivos de Historia Contemporánea de la ETH de Zúrich.

### Tras su renuncia
Tras presentar su dimisión a finales de 1965, siguió vinculado a la política y participó activamente en las campañas de varios referendos, como el de la introducción del sufragio femenino en 1971 y el de la abolición de los artículos de excepción confesionales en 1973. Rechazó ofertas para incorporarse al sector privado. Representó al Consejo Federal en el extranjero en varias ocasiones, por ejemplo con motivo de las celebraciones del 2500 aniversario de la monarquía iraní en 1971. Wahlen participó en el llamado "Consejo de los Cuatro Sabios", encargado de encontrar una solución amistosa a la cuestión del Jura.